# The Crazies (2010)
The Crazies is een Amerikaanse thriller-horrorfilm uit 2010 onder regie van Breck Eisner. Het betreft een remake van de gelijknamige film uit 1973 geschreven en geregisseerd door George A. Romero. De productie werd genomineerd voor onder meer een Empire Award en een People's Choice Award voor beste horrorfilm.

## Verhaal
David Dutton (Timothy Olyphant) is de sheriff van het Amerikaanse plaatsje Ogden Marsh in Iowa, waar iets meer dan 1200 mensen wonen en vrijwel iedereen elkaar kent. Hij is getrouwd met dokter Judy Dutton (Radha Mitchell), die in haar praktijk geholpen wordt door haar zeventienjarige assistente Becca Darling (Danielle Panabaker). Wanneer David een kijkje gaat nemen bij de lokale honkbalwedstrijd, ontstaat daar rumoer als Rory Hamill (Mike Hickman) met een geweer het speelveld oploopt. Hulpsheriff Russell Clank (Joe Anderson) wijst David erop, waarop die Rory benadert. Die staat bekend als de dronkenlap van het plaatsje en wat David tegen hem zegt lijkt totaal niet aan te komen. Wanneer Rory zijn geweer op David richt en aanspant, schiet die Rory uit zelfverdediging dood. Wat Rory bezielde, blijft voor iedereen onduidelijk, ook voor zijn vrouw Peggy (Lisa K. Wyatt) en zoon Curt (Justin Welborn). Volgens haar heeft haar echtgenoot sinds twee jaar daarvoor geen druppel meer aangeraakt. Tot Davids verrassing wijst de autopsie uit dat ze gelijk heeft.
Het voorval met Rory is het eerste in een reeks opmerkelijke gebeurtenissen in Ogden Marsh, dat via satellietbeelden in de gaten blijkt te worden gehouden. Verschillende mensen lijken ineens ongewoon langzaam van begrip en amper te beseffen wat ze verteld wordt of wat ze zelf zeggen. De volgende dag sluit Bill Farnum (Brett Rickaby) zijn vrouw Deardra (Christie Lynn Smith) en hun zoontje Nicholas (Preston Bailey) thuis op in een kast en steekt vervolgens het huis in brand. Wanneer de politie arriveert, staat Bill zelf voor de vuurzee het gras van zijn gazon te maaien. David en Russell krijgen geen zinnig woord uit hem en sluiten hem op in een cel, waar hij dagenlang als versteend voor de tralies blijft staan. In het bos vinden jagers het lijk van een dode piloot die met zijn parachute tussen de bomen beland was. Van zijn vliegtuig is op het eerste oog geen spoor. Zijn toestel blijkt in de rivier beland waaruit Ogden Marsh haar drinkwater haalt. Hij vervoerde een levensgevaarlijk experimenteel virus van het Amerikaanse leger en was op weg om dit te laten vernietigen, maar stortte neer. Nu is het drinkwater in Ogden Marsh ermee besmet. Hierdoor raken de hersenen van de mensen die het gedronken hebben en vatbaar zijn voor het virus zo beschadigd dat ze veranderen in moordzuchtige krankzinnigen. De incubatietijd bedraagt 48 uur, waardoor mensen die nog geen tekenen vertonen dit alsnog kunnen gaan doen.
Voordat David er met Judy vandoor kan gaan, valt het Amerikaanse leger Ogden Marsh binnen en stelt het plaatsje in quarantaine. Niemand mag eruit. Met harde hand wordt geprobeerd de al geïnfecteerden te scheiden van de mensen die nog geen tekenen vertonen. Daarbij wordt er geen rekening gehouden met vriendschappen of familiebanden. Mensen met een verhoogde lichaamstemperatuur worden in een militair hospitaal vastgebonden op bedden. Judy heeft dit en wordt daardoor gescheiden van David, alleen komt haar verhoging niet door het virus maar door haar zwangerschap. Naar haar uitleg wordt niet geluisterd. Judy wordt vastgebonden op een bed naast dat waarop Becca vastligt. Tot hun schrik breekt middelbare school-rector Ben Sandborn (Larry Cedar) daar binnen en blijkt hij vergevorderd ziek te zijn. Hij begint met een hooivork de vastgebonden en daardoor volstrekt hulpeloze mensen op de bedden te vermoorden. David ontsnapt en vindt bij toeval Russell terug. Zij komen net op tijd het militair hospitaal binnen om te voorkomen dat Sandborn zijn hooivork door Judy jaagt. Samen met haar en Becca verlaten Russell en hij de geïmproviseerde kliniek en gaat het viertal op zoek naar een mogelijkheid om te ontsnappen uit Ogden Marsh. Ze zijn er getuige van hoe soldaten iedereen die ook maar het minste teken van gekte vertoont, direct doodschieten en met een vlammenwerper verbranden. David overmeestert soldaat Billy Babcock (Joe Reegan) en laat hem vertellen wat het leger aan het doen is. Hij weet vrijwel niets, alleen dat er een militair experiment fout is gegaan en dat zij alle sporen moeten uitwissen. Hij walgt er zelf ook van. Wanneer David hem laat gaan, komt Babcock zijn belofte na en verraadt hij het viertal niet.
De vier beseffen dat ze in hun zoektocht naar een manier om de stad uit te komen niet alleen op moeten letten voor krankzinnige geïnfecteerden, maar ook voor het even moordzuchtige leger. Judy komt erachter dat de gezonden niet van de zieken werden gescheiden om de gezonden te laten overleven, want ze treft achter in een vrachtwagen ook hun verbrande lijken aan aan. Heel Ogden Marsh en iedereen daarin dient van de kaart te verdwijnen om het voorval in de doofpot te kunnen laten verdwijnen. Niemand mag er levend weg en een risico vormen dat er iets van het mislukte experiment van het leger uitlekt. David komt er bovendien achter dat er een klok is beginnen te lopen die aftelt van tien minuten naar nul. Hij beseft dat ze voor het zover is weg dienen te zijn uit de stad. In een autowasstraat waar de vier heen vluchten, nemen geïnfecteerden niettemin eerst Becca te grazen en Russell begint langzaam maar zeker tekenen van infectie te vertonen. Wanneer Russell dit zelf beseft, offert hij zich op door als afleiding te dienen, zodat David en Judy ongemerkt de stad uit kunnen.
David en Judy ontkomen als enige twee bewoners uit Ogden Marsh voordat een kernwapen alles wat nog leefde in het plaatsje alsnog vernietigt. Na dagen lopen, komen ze aan bij de stad Cedar Rapids. Uit satellietbeelden blijkt dit het volgende quarantaine-doelwit van het leger.

## Rolbezetting
| - Timothy Olyphant - sheriff David Dutton - Radha Mitchell - Judy Dutton - Joe Anderson - hulpsheriff Russell Clank - Danielle Panabaker - Becca Darling - Christie Lynn Smith - Deardra Farnum - Brett Rickaby - Bill Farnum - Preston Bailey - Nicholas Farnum - John Aylward - majoor Hobbs - Joe Reegan - soldaat Billy Babcock - Larry Cedar - Ben Sandborn - Gregory Sporleder - Travis Quinn | - Mike Hickman - Rory Hamill - Lisa K. Wyatt - Peggy Hamill - Justin Welborn - Curt Hammil - Chet Grissom - Kevin Miller - Tahmus Rounds - Nathan - Brett Wagner - Jesse - Alex Van - Red - Frank Hoyt Taylor - Charles Finley, de lijkschouwer - Justin Miles - Scotty McGregor - Marian Green - mevr. McGregor - Matt Lintz - radeloze zoon |

## Trivia
- De geïnfecteerde vrouw die met staartjes in het haar liedjeszingend door het dan verlaten stadje fietst, is een rolletje van Lynn Lowry. Zij speelde in het originele The Crazies uit 1973 een van de hoofdrollen als Kathy.